# 山鼻陳氏古厝群
山鼻陳氏古厝群，是位於臺灣桃園市蘆竹區、山鼻站附近的閩式古厝群。
- 蘆竹德馨堂：祖厝，大房陳仲月所傳，明治三十五年（公元1902年）興建[1]。
- 蘆竹德星居：分支，二房陳仲特所傳，昭和二年（公元1927年）由陳火旺興建[1]，未列歷史建築，產權私有。
- 蘆竹鄰德居：分支，二房陳仲特所傳，由陳光蟳興建於昭和十一年（公元1936年）[1]，舊址為蘆竹鄉山鼻村5鄰山鼻子74號，已於2016年拆除，數年後改建為中謹建設雲盛大樓。
- 蘆竹嚴德居：分支，三房陳仲將所傳，約昭和五年（公元1930年）由陳必木興建[1]，未列歷史建築，產權私有。
- 蘆竹室善居：分支，三房陳仲將所傳，昭和十二年（公元1937年）興建[1]，未列歷史建築，產權私有。
- 蘆竹和德居：分支，四房陳仲麟所傳[1]，未列歷史建築，產權私有。